# El Noguer de Segueró
El Noguer de Segueró és un monument del municipi de Beuda (Garrotxa) protegit com a bé cultural d'interès local.

## Descripció
La pairalia del Noguer de Segueró és una gran mansió de propietaris rurals ubicada en els primers estreps de la serra de la Mare de Déu del Mont. La façana principal està orientada a migdia. Disposa de planta baixa, primer pis amb una àmplia terrassa i quatre balcons que hi donen accés, segon pis amb quatre obertures i golfes, amb les finestres ovalades. Està decorada amb esgrafiats, destacant-ne el rellotge de sol. A les façanes nord i sud hi ha un cos amb teulat a dues aigües que disposen de baixos, pis i golfes. Pel costat de tramuntana són apreciables diverses espieres i una garita de guàrdia.
A la porta de llevant hi ha l'escut dels Noguer en relleu i a la porta de tramuntana hi ha la inscripció "FELICIA 1631 NOGUER". Totes les obertures de la pairalia es troben emmarcades per carreus molt ben tallats, així com les cantoneres.
Els interiors del Noguer, corresponen a una gran casa senyorial del segle xviii i XIX, amb grans estances, sales de convit, alcoves i decoracions realitzades per Joan Carles Panyó, primer director de l'escola de Belles Arts d'Olot. També amb figures de l'escultor Ramon Amadeu
La capella de la casa està ubicada a l'angle de les façanes de migdia i ponent. Una gran porta hi dona accés des de l'exterior; damunt la porta hi ha un ull de bou i al costat el campanar de torre, amb teulat a quatre aigües. Els murs exteriors, igual que la resta de la façana principal, tenen esgrafiats. Els interiors foren decorats per Joan Carles Panyó amb cinc quadres que representen escenes de la vida de sant Isidre i un calvari. Està dedicada a sant Teòfil, un màrtir del que la família Noguer va aconseguir les relíquies del seu cos a Roma l'any 1848 i està ben detallat en els goigs que la capella hi té dedicats. A la Guerra Civil de 1936 -1939 aquestes relíquies van ser cremades.
Els jardins del Noguer de Segueró conserven una bonica font anomenada de Mossèn Cinto, perquè quan el casal era propietat d'Estanislau Vayreda i Vila, botànic, fou visitat diverses vegades per Mossèn Cinto Verdaguer durant l'estada d'un mes i mig al santuari del Mont el 1884. Va ser realitzada amb pedra poc tallada i arrebossada; l'ornamentació es va fer amb estuc, representant diversos motius geomètrics. Té inscrita la data "1739". Justament una de les cartes conservades de Verdaguer anava adreçada a Felicià Noguer i de Rocafiguera, sacerdot i oncle de la pubilla que vivia al Noguer. Mentre s'estava al Noguer, Verdaguer va escriure el poema El bruel i redactà les dues inscripcions per al rellotge de sol.

## Història
La genealogia dels Noguer ha estat estudiada per Ferran Viader i Gustà. S'inicià amb Jaume Noguer l'any 1203; seguiren 23 generacions d'hereus masculins. La sèrie acaba amb Dolors de Noguer i de Saleta (1828), casada amb Joaquim Olivas i de Zafont, de Lledó. El cognom Noguer havia durat 644  anys. Les darreres generacions estan encapçalades per: Josefa Olivas i de Noguer, esposa d'Estanislau Vayreda i Vila, d'Olot; Joaquim Vayreda i Olivas i Francesc Vayreda i Trullol.
L'inici de la formació d'un vast patrimoni va començar amb el casament de Felicià Noguer i Creus amb la pubilla Anna Cases de Segueró, l'any 1591. En generacions successives i per enllaços matrimonials, s'incorporaren els béns de Can Barceló, de Tregurà, i els de Can Comelles, d'Avinyonet, que més tard s'arrodonirien encara amb adquisicions successòries i a títol onerós de finques diverses de la Garrotxa i de l'Empordà. Va arribar a comptar fins a tres-centes masoveries que anaven des de Ceret a Vilademuls. La riquesa de la pairalia era tal que engendrà la dita: "si voleu saber qui són els més rics d'aquesta terra/ són els Vilar de Sant Boi, el Noguer de Segueró i l'Espona de Saderra".
Existeix una crònica familiar amb el títol de Llibre de la antiquitat y progressos de la casa de Noguer de Segaró y genealogia de tots los hereters de dita casa y llur descendència, junt ab la antiquitat, y sèrie dels hereters de las casas que per rahó de successió són incorporadas en la Isienda de dita casa. Fou redactat en català, el 1747, pel pubill Pere Noguer i Llaudes. En aquesta crònica s'afirma que la casa Noguer va començar posseint «poch més de cent vessanas de terra». Es pot copsar el progressiu engrandiment del patrimoni observant que els hereus de la segona meitat del segle xx afirmaven que el Noguer va arribar a tenir uns 300 masos a més d'algunes propietats urbanes. També el llibre mostra com hereus i pubilles del Noguer sempre es casaren amb hereus d'importants patrimonis rurals. L'esmentat mossèn Felicià Noguer i de Rocafiguera prosseguí durant el segle xix la crònica de la família i casa.